# テキーラ・サンライズ (映画)
『テキーラ・サンライズ』（原題：Tequila Sunrise）は1988年制作のアメリカ合衆国のサスペンス映画。メル・ギブソン、カート・ラッセル、ミシェル・ファイファー出演。

## 概要
タイトルはテキーラベースの同名のカクテルからとられている。
ロバート・タウンが脚本・監督を務めた恋愛犯罪映画。オリジナル音楽はデイブ・グルーシンが作曲した。
コンラッド・L・ホール が第61回アカデミー撮影賞にノミネートされたほか、アン・ウィルソン（ハートのボーカル）とロビン・ザンダー（チープ・トリックのボーカル）が歌う主題歌“Surrender to Me”は、1989年上半期のBillboard Hot 100の第6位にランクインした。

## あらすじ
麻薬の運び屋として名を馳せてきた“マック”ことデイル・マキュージックは足を洗う事を考えていたが、組織をはじめ、彼を金づるにしてきた元妻や従兄弟はそれを認めようとしなかった。
一方、マックの高校時代の友人で現在はDEA（麻薬取締局）捜査官のニック・フレシアは麻薬密輸組織摘発のため、マックの身辺捜査を命じられる。
ニックは当局が麻薬取引の場所だとにらんでいるマック行きつけの高級レストランに行き、そこの女性オーナー・ジョー・アンと出会い、やがて親密な仲になる。そしてマックとニックはジョー・アンをめぐってお互いの思いを対立させるようになる。
そんな中、南米の麻薬密売組織の大物エスカランテが取引のため、近々アメリカにやってくるとの情報が入り、当局はマック共々一網打尽にしようとしていた。

## スタッフ
- 監督・脚本：ロバート・タウン
- 製作：トム・マウント
- 製作総指揮：トム・ショー
- 撮影：コンラッド・L・ホール
- 音楽：デイヴ・グルーシン
- 編集：クレア・シンプソン

## キャスト
| 役名                           | 俳優                   | 日本語吹替 | 日本語吹替   |
| 役名                           | 俳優                   | ソフト版   | フジテレビ版 |
| ------------------------------ | ---------------------- | ---------- | ------------ |
| デイル・マキュージック“マック” | メル・ギブソン         | 神谷明     | 野沢那智     |
| ニック・フレシア捜査官         | カート・ラッセル       | 田中秀幸   | 江原正士     |
| ジョー・アン・ヴァレナーリ     | ミシェル・ファイファー | 藤田淑子   | 金野恵子     |
| カルロス/エスカランテ          | ラウル・ジュリア       | 麦人       | 内海賢二     |
| ハル・マグワイア捜査官         | J・T・ウォルシュ       | 秋元羊介   | 石田太郎     |
| グレッグ・リンドロフ           | アーリス・ハワード     | 千田光男   | 村山明       |
| コーディ・マキュージック       | ガブリエル・デーモン   | 山田栄子   |              |
| シャリーン・マキュージック     | アン・マグナソン       | 山田栄子   |              |
| アンディ・レオナード           | アリー・グロス         | 江原正士   | 小野健一     |
| ニッゼティッチ判事             | バッド・ベティカー     | 小島敏彦   |              |

- フジテレビ版初回放送 - 1993年8月28日『ゴールデン洋画劇場』

## 音楽
オリジナル・サウンドトラックは、1988年12月14日にリリースされた。